# Domkapitel Paderborn

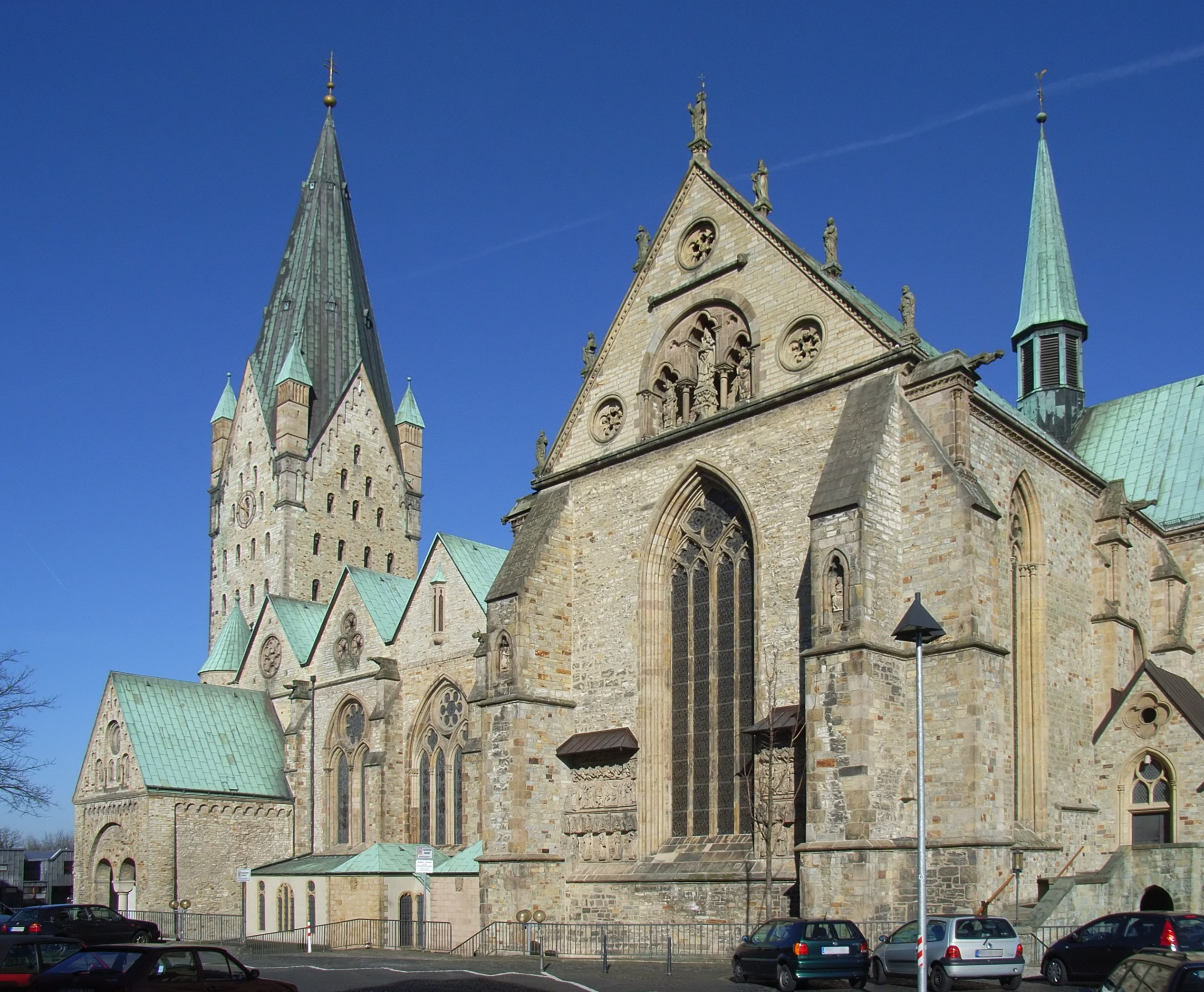
Paderborner Dom

Das Domkapitel Paderborn wurde im Jahr 799 unter anderem vom fränkischen König Karl dem Großen im Quellgebiet der Pader in Paderborn gegründet. Patrone waren die heilige Jungfrau Maria und der heilige Kilian (beide seit 822), der heilige Liborius (seit 1002), die heilige Brigida von Irland (seit 1046) und der heilige Ulrich von Augsburg (seit 1513). Vornehmliche Aufgabe der Kapitelsmitglieder waren die Seelsorge und die Durchführung der liturgischen Feiern im Paderborner Dom. Im Laufe der Jahrhunderte entwickelte sich das Domkapitel zum wesentlichen geistlichen als auch weltlichen Machtfaktor innerhalb des Herrschaftsgebiets der Diözese Paderborn. Es wurde im Jahr 1810 durch Dekret des Königreichs Westphalen aufgehoben.

## Geschichte

### Gründung
Die Geschichte des Bistums Paderborn und somit auch des Domkapitels ist eng mit der fränkischen Expansion Karls des Großen verbunden. Die Region des späteren Bistums Paderborn mit den Quellorten der Pader und Lippe erschien schon früh als bevorzugter Ort für fränkische Vergeltungsschläge gegen die Sachsen und für die christliche Missionierung. Der Bau einer Königspfalz im Jahr 776 und die erste fränkische Reichsversammlung auf sächsischem Boden 777 verdeutlichen die Wichtigkeit dieses Gebietes. Archäologische Untersuchungen lassen darauf schließen, dass bereits an der Salvatorkirche eine geistliche Kommunität sowie eine Schule bestanden haben. Des Weiteren konnten „Gräber von Klerikern und Kindern in unmittelbarer Nähe der 778 von den aufständischen Sachsen zerstörten Kirche“ nachgewiesen werden.
Die Gründung des Paderborner Domkapitels lässt sich auf das Jahr 799 datieren und ist somit das einzige altsächsische Domkloster, das nach sicherer Quelle mit Gründungsjahr und „Einzelheiten des Gründungsvorgangs überliefert“ ist. Nachdem sich Papst Leo III. aufgrund von Umsturzversuchen in Rom im April 799 mit der Hilfe Karls des Großen nach Paderborn geflüchtet hatte, wurde das Domkapitel im Sommer 799 auf einer Synode in Paderborn von Papst und König kanonisch errichtet. Vermutlich wurden auf der Paderborner Synode auch die übrigen sächsischen Domkapitel Bremen, Minden, Münster, Osnabrück und Verden gegründet. Auch wenn die Gründungsurkunde im Laufe der Zeit verloren gegangen ist, lässt sich aus Parallelquellen erschließen, dass 15 Bischöfe die Errichtung des Paderborner Domkapitels unterzeichnet haben.
In der Frühzeit stand das Domkapitel unter würzburgischer Administration, da bereits im Jahr 780 dem Bischof von Würzburg die Mission der Region um Paderborn anvertraut worden war und somit auch die dort tätigen Missionare vorwiegend aus seinem Bistum stammten oder zumindest dort ausgebildet worden waren. Folglich waren auch die ersten beiden Paderborner Bischöfe Angehörige des Würzburger Domkapitels. 806/07 setzte Karl der Große den gebürtigen Sachsen Hathumar als Gründerbischof in Paderborn ein, 815 folgte mit Badurad ebenfalls ein gebürtiger Sachse. Das neue Bistum wurde dem Erzbistum Mainz als Suffraganbistum zugeteilt.

### Immunitätsprivileg und frühes Zusammenleben
Ein wichtiger Meilenstein für das Paderborner Domkapitel war der im Jahr 822 von Kaiser Ludwig dem Frommen verliehene Königsschutz, der das Domkapitel von fremder Landesherrschaft samt Gerichtsbarkeit befreite und ihm u. a. das Recht einräumte, öffentliche Steuern innerhalb der neugeschaffenen Domfreiheit zu erheben. So heißt es aus dem Erlass Ludwigs:
„Daher wollen Wir, daß allen Unseren gegenwärtigen und zukünftigen Getreuen bekannt sei: da der verehrungswürdige Herr Badurad, Bischof der Kirche, die zu Ehren der heiligen ewig jungfräulichen Maria und des heiligen Kilian an einem Ort, welcher Paderborn genannt wird, errichtet wurde, durch eine beauftragte Gesandtschaft gebeten hat, daß wir genannten Sitz mit allem nach Recht und Gesetz gegenwärtigen Zubehör dinglichen Immunität nehmen mögen, so möge die Geflissenheit aller Unserer Getreuen zur Kenntnis nehmen, daß so geschehen sei. Indem wir dies anordnen, befehlen Wir, daß kein öffentlicher Richter oder irgendein Angehöriger der Richterschaft Macht haben solle, in den Kirchen, in den Orten oder in den Fluren oder anderen Besitzungen des genannten Bistums, die es gegenwärtig innerhalb der Zuständigkeit Unseres Reiches nach Recht besitzt, oder, was die göttliche Liebe zu den Gerechtsarmen dieses Ortes hinzuzufügen beabsichtigt, weder gerichtliche Verhöre durchzuführen noch Bußen aufzuerlegen, noch Einkerkerungen oder Verwahrungen vorzunehmen, noch Zeugen vorzuladen, noch Leute des Bistums ohne Beweisführung zu foltern, noch irgendwelche Entschädigungen oder unerlaubte Beschlagnahmungen einzufordern, zu welcher Zeit immer er sich herausnehmen möge, solches zu beginnen, oder das, was oben genannt ist, sich anmaßen möge, auch nur annähernd durchzuführen, vielmehr steht es dem genannten Bischof und seinen Nachfolgern zu, den Besitz des gesamten Bistums, mit allem Zubehör ungestört zu verwalten und getreu Unserem Reich zu dienen“.
Somit war Paderborn das erste sächsische Bistum, dem das Immunitätsprivileg zuteilwurde. Im Wettstreit mit den im Herzogtum Sachsen entstandenen Großgrafschaften war dies „eine wesentliche Voraussetzung auf dem Weg zum Ausbau eines weltlichen Herrschaftsterritoriums des Paderborner Bischofs“  und somit auch des Domkapitels, das bereits zu dieser Zeit in die führenden Geschäfte des Bischofs eingebunden waren.

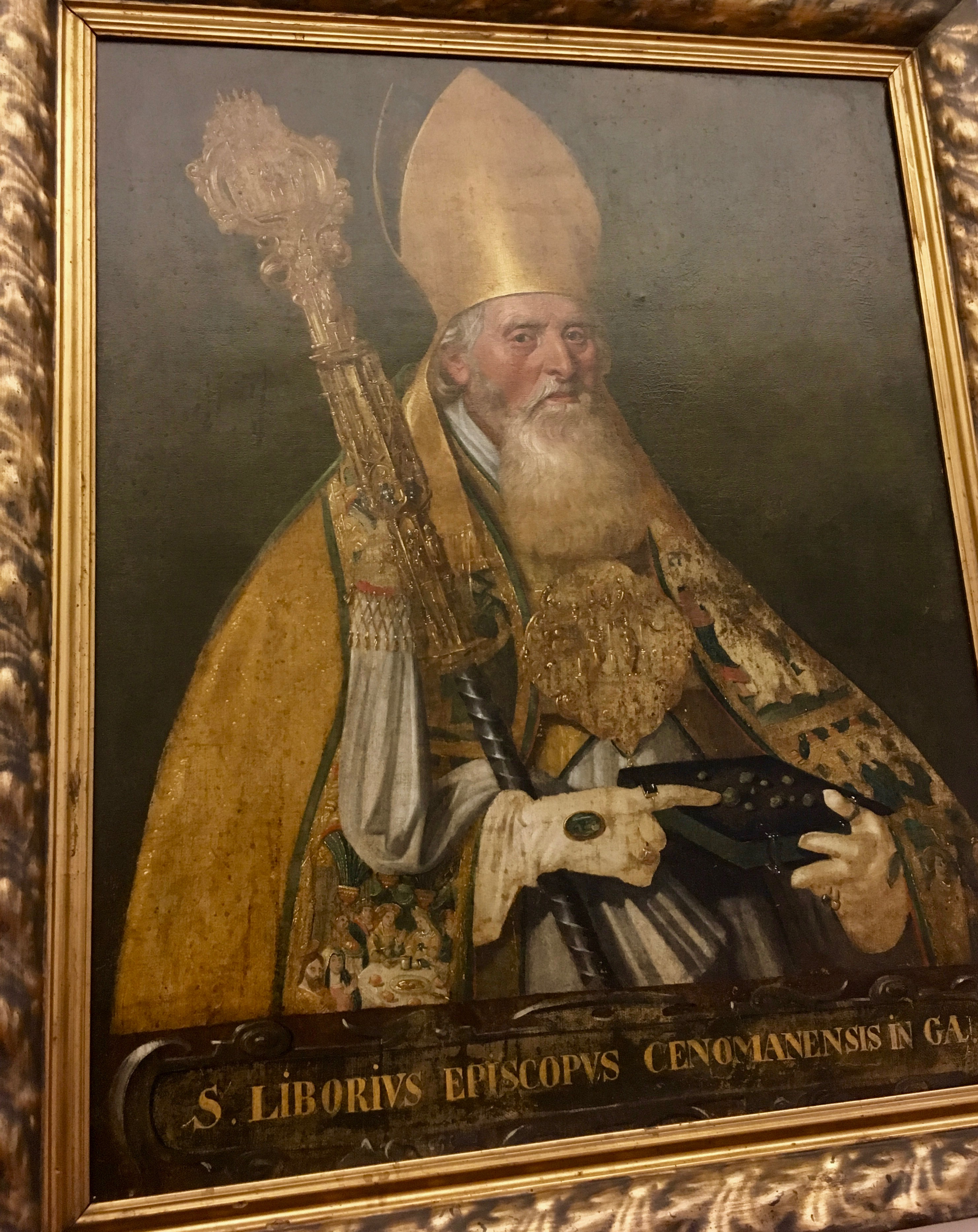
Porträt des Heiligen St. Liborius mit Inschrift „St. Liborius Episcopus Cenomanensis in Gallia“, Generalvikariat Erzbistum Paderborn

Bischof Badurad führte 817 die Aachener Kanonikerregel ein. Bis zur Jahrtausendwende lebten der jeweilige Bischof und die Kanoniker gemeinsam im Kloster in „vita communis“ mit einem gemeinsamen Refektorium und Dormitorium. Erste namentlich erwähnte Kleriker des Domkapitels finden sich in der zwischen 836 und 900 angefertigten „Translatio Sancti Liborii“ – dem Überlieferungsbericht der Reliquien des heiligen Liborius von Le Mans nach Paderborn. Als Stellvertreter des Bischofs schien der Archidiakon Meinolf zu fungieren, der vermutlich auch Leiter des Domkapitels war.
Ein weiteres wichtiges Datum ist das Jahr 885, da dem Domkapitel das königlich verbriefte Recht der freien Bischofswahl aus eigenen Reihen eingeräumt wurde. In der Folge stammten fast ausnahmslos alle Paderborner Bischöfe des Mittelalters aus den Reihen des Domkapitels.
In einer Urkunde zur Zeit des Bischofs Unwan, der von 918 bis 935 dem Domkloster vorstand, werden bereits über 60 Geistliche aufgeführt; darunter ein Dompropst sowie ein Domdechant.

### Emanzipation des Kapitels nach der Jahrtausendwende
Nach der Jahrtausendwende änderte sich das Zusammenleben zwischen Bischof und Domkapitel deutlich. Während sich Bischof Unwan Mitte des 10. Jahrhunderts noch Vorsteher des Paderborner Domklosters nannte, nahm die Aufgabe der „vita communis“ mit dem Amtsantritt Bischofs Meinwerk ihren Lauf. Im 13. Jahrhundert ging sie vollkommen verloren, da fortan jeder Domkapitular innerhalb der Domfreiheit seinen eigenen Haushalt führte.
Ebenso wandelte sich im 13. Jahrhundert das Selbstverständnis der Domherren grundlegend. Der Dompropst bezeichnete sich im Jahr 1230 in einer Urkunde selbst als „von Gottes Gnaden, Stellvertreter des Bischofs und der Paderborner Kirche“, der Dechant als „nicht von Papstes- oder Bischofs-, sondern von „Gottes Gnaden“ eingesetzt.“ Im selben Zuge nannten sich die Kanoniker nicht mehr „fratres“ (Brüder), sondern „domini“ (Herren). Bereits am Ende des 12. Jahrhunderts erhielt der jeweilige Paderborner Bischof durch die Übernahme der Vogteirechte im Jahr 1189 landesherrschaftliche Aufgaben. Dabei sicherte sich das Domkapitel ein Mitspracherecht in der weltlichen Regierung und „betrachtete […] sich seitdem auch als Lehnsherr der Vogtei, die es dem jeweiligen Bischof übertrug“.
Seit Mitte des 13. Jahrhunderts rang das Domkapitel den jeweiligen Anwärtern auf den Bischofssitz eine Wahlkapitulation ab, mit der es seine Macht dauerhaft manifestierte.

### Machtausbau in der Frühen Neuzeit
Obgleich die Vormachtstellung des Domkapitels beispielsweise durch die Einschränkung des Selbstergänzungsrechts in Form päpstlicher Provisionen geschwächt wurde, gelang es dem Domkapitel in der Folgezeit, durch entschiedenes Eingreifen in verschiedenen Machtfragen seine innerkirchliche Monopolstellung zu sichern. So betrieb Dietrich III. von Moers, Erzbischof zu Köln und in bischöflicher Personalunion Paderborner Administrator, beim Konstanzer Konzil die Eingliederung des Bistums Paderborn in das Erzbistum Köln, was ihm 1429 auch gelang. Im Gegensatz zu den anderen Landständen, wie der Ritterschaft, wehrte sich das Domkapitel entschieden gegen die Inkorporation. Unter der Führung des Dechanten Heinrich von Haxthausen sowie des Scholasters Dietrich von Engelsheym und des Domherrn Hermann von Recklinghausen gelang 1431 schließlich die päpstliche Restitution.
Im Jahre 1568 legte das Domkapitel dem Kandidaten auf das Paderborner Bischofsamt, Johann von Hoya, die erste Wahlkapitulation mit einer Konfessionsklausel vor. Sie verlangte, dass Johann künftig „gegen „einige Neuerung in der Religion“, gewissenhaft vorgehe und solche, wo sie eingerissen sei, „mit ernstlicher Straiffe [sic]“ abschaffe“. Während der Wahl sprachen der Dompropst Wilhelm von Westphalen und der Domdechant Volbert von Brenken den beiden jüngeren Kapitularen, Bernhard von Büren und Phillip von Hörde, das Wahlrecht ab, da ersterer zuständig für das Pfarramt Büren protestantische Prediger geduldet und letzterer sich die Osterkommunion von einem „Ketzer“ habe reichen lassen.

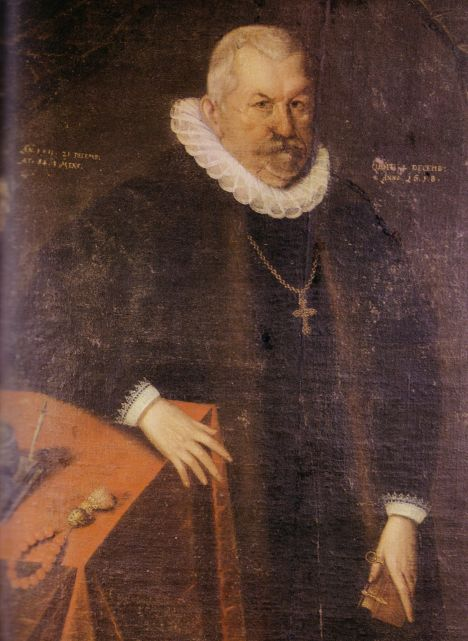
Dietrich von Fürstenberg, Fürstbischof von Paderborn von 1585 bis 1618

Aufgrund der in Teilen der Landstände eingezogenen neuen Lehre und da schließlich Bischof Heinrich von Sachsen-Lauenburg offen den protestantischen Glauben angenommen hatte, beschloss das Domkapitel 1580 unter Vorsitz des Propstes Dietrich von Fürstenberg und des Dechanten Heinrich von Meschede einmütig ein Konfessionsstatut, das besagte, dass künftig nur solche Personen eine Präbende erhalten durften, die sich auf den katholischen Glauben vereidigen ließen und den Nachweis von sechzehn zumindest ritterbürtigen Ahnen erbringen konnte. Das Statut war somit ein „Teil des Programms einer umfassenden katholischen Reform im Sinne des Trienter Konzils“.
Durch die ständische Exklusivität sowie die strenge Auslegung der Konfessionsfrage erlebte das Domkapitel in der Folgezeit eine Verjüngung aus Reihen des katholischen Adels, teilweise auch aus den angrenzenden Territorien. Bis 1611 kamen 10 Absolventen des päpstlichen Collegium Germanicum et Hungaricum ins Paderborner Domkapitel, die nicht ursprünglich dem Bistum entstammten. Mit der Wahl ihres Dompropstes Dietrich von Fürstenberg zum neuen Bischof im Jahre 1585 zeigte sich die Wichtigkeit der Konfessionsfrage, da Dietrich weder einem landesherrlichen Fürstengeschlecht entstammte noch ein weiteres Bistum als politischen Machtfaktor besaß – ausschlaggebend waren allein konfessionelle Gesichtspunkte. Rückblickend sicherte vor allem die Wahl Dietrichs das katholische Bekenntnis im Bistum Paderborn.
Nach Ende des Dreißigjährigen Krieges half vor allem die Konfraternalität des Paderborner Domkapitels und demjenigen von Le Mans. Durch Interventionen beim Domkapitel von Le Mans, Ludwig XIV. und Kardinal Mazarin gelang es dem Paderborner Domkapitel durch gezielte Verhandlungsführung ihres „Dompropstes Dr. iur. utr. Dietrich Adolf von der Recke 1648 in Münster, das Bistum als kath. Bastion gegen das prot. Hessen zu behaupten“. Zwei Jahre später war es selbiger Dietrich Adolf von der Recke, der „als Fürstbischof den äußeren und inneren Aufbau des verwüsteten Hochstifts beginnen konnte“.

### Säkularisation und Auflösung
Das Domkapitel in Paderborn blieb nach der Säkularisation auch mit der Überführung an den preußischen Staat im Jahr 1802 bestehen. Die Auflösung erfolgte erst acht Jahre später unter französischer Herrschaft am 14. Dezember 1810. „Die Domkapitulare blieben jedoch zumeist am Dom wohnen und verrichteten weiter ihre liturgischen Dienste. Das letzte Mitglied des alten Kapitels starb im Jahre 1851“.

### Neuerrichtung und Erhebung zum Metropolitankapitel
Im Jahr 1821 wurde das Bistum Paderborn von Papst Pius VII. durch die Bulle De salute animarum neu umschrieben und der Paderborner Dom als Bistumskirche bestätigt. Gleichzeitig wurden die rechtlichen Voraussetzungen für das neue Domkapitel geschaffen, welches mit den ersten Investituren am 26. Oktober 1823 (Kleinlibori) seine Funktion wieder aufnahm. 1930 erfolgte unter Pius XI. die Erhebung zum Metropolitankapitel und der Dom wurde „zur Metropolitankirche der neu errichteten Mitteldeutschen Kirchenprovinz“.

## Verfassung

### Zusammenleben
Das Paderborner Domkapitel ist die älteste geistliche Institution des Bistums und wurde in den Anfangsjahren als „monasterium“ oder „cenobium“, sprich Kloster, bezeichnet. Der älteren „Translatio Sancti Liborii“ aus dem Jahr 850 zufolge führte der zweite Paderborner Bischof, Badurad, im Jahr 817 die Aachener Kanonikerregel im jungen Domkapitel ein. Nach Ansicht des Historikers Hans Jürgen Brandt könnte dies ein Hinweis darauf sein, dass unter dem Gründungsbischof Hathumar zunächst eine „freiere geistliche Lebensweise – wie im Domkapitel Würzburg unter Bischof Berowelf († 800) bezeugt – geherrscht hätte und nicht, wie für Minden oder Münster in angelsächsischer Tradition glaubhaft gemacht, die Mönchsregel des heiligen Benedikt“.
Bis zu Bischof Rethars Pontifikat lebten vermutlich alle Mitglieder des Domkapitels in der „vita communis“. Das heißt, dass sich Domkapitel und Bischof unter Leitung des Bischofs in Gemeinschaftsleben und Gütergemeinschaft befanden. Für Paderborn sind neben dem gemeinsamen Schlaf- und Speisesaal auch eine Bibliothek, eine Domschule sowie Wirtschaftsräume um den Kreuzgang herum belegt. Von Rethar ist bekannt, dass er 1006 sein eigenes Tafelgut aus dem Domkapitel aussonderte. Einer seiner Vorgänger, Bischof Unwan, nannte sich hingegen noch selbst Bischof des Paderborner Klosters (Padarbrunnensis cenobii presul). „Erste bauliche Veränderungen mit Folgen für die Wohn- und Lebensweise im Domkloster […] sind für das frühe 11. Jh. zu vermuten, als Bi. Meinwerk (1009–1036) eine eigene Bischofspfalz errichtete.“
Spätestens im 13. Jahrhundert fand die „vita communis“ ihr Ende – die einzelnen Domherren bewohnten eigene Kurien innerhalb der Domfreiheit. Als Andenken an die frühere Lebensweise bestand teilweise noch bis zum Ende des 18. Jahrhunderts für einzelne Gruppen eine befristete Pflicht, ihr Leben wie in der althergebrachten „vita communis“ zu verbringen. So sah ein entsprechendes Statut von 1231 vor, dass die Domvikare „in monasterio“ schlafen mussten und ein anderes Statut von 1388 verlangte von angehenden Domherren, innerhalb einer sechswöchigen Probezeit „in dormitorio“ zu schlafen.

### Domherren und Bedienstete
Grundsätzlich änderten sich die Ämter und Hierarchien innerhalb des Domkapitels im Laufe der Jahrhunderte grundlegend. Während anfangs der Bischof die Leitung des Domkapitels innehatte, übernahmen später Dompropst und Domdechant die Führung. Erste Kleriker werden bereits für 836 durch den im 9. Jahrhundert verfassten Überlieferungsbericht der Gebeine des heiligen Liborius von Le Mans erwähnt. Dabei spricht die Quelle u. a. vom Archidiakon Meinolf, der vermutlich dem Domkapitel vorstand. Die Bezeichnung Propst findet sich erstmals urkundlich bei Bischof Unwan im frühen 10. Jahrhundert. Dort wird er gemeinsam mit 65 weiteren namentlich erwähnten Kanonikern genannt.
„[D]as auffällige Zahlenverhältnis (25:8:8:25) der in der Originalurkunde sichtbaren, nach Weihegraden (Priester, Diakone, Subdiakone und einfache Kleriker) geordneten Aufzeichnung der Namen in vier getrennten Listen [legt] die Annahme nahe, in der Aufzählung die gesamte Hierarchie des Domklerus jener Zeit verzeichnet zu sehen, nämlich 25 Großkanoniker (canonici maiores, d. h. Propst und 24 Priester), 16 Minderkanoniker (canonici minores, d. h. je 8 Diakone und Subdiakone) und 25 einfache Kleriker, letztere offenbar der geistliche Nachwuchs mit niederen Weihen.“
Um 1231 waren im Paderborner Domkapitel folgende Ämter besetzt:
Domherren
- Propst, Dechant, Scholaster, Kustos/Thesaurar, Zellarer, Kantor

Niederklerus
- 2 Großvikare und je 1 Priester am Kreuzaltar und im Niederchor des Domes
- 4 Hebdomadare (2 Diakone und 2 Subdiakone)

Domkapitularische Bedienstete aus dem Laienstand
- 1 Dommeier
- 1 Ober- und Unterrentmeister (erwähnt 1230)
- 1 Syndikus als Rechtsberater
- 1 Sekretär als Protokollant der Kapitelssitzungen

Offizianten des Domkapitels
- 1 Verteiler der allgemeinen Einkünfte (distributor)
- 1 Verteiler der Präsenzgelder (praesentiarius)
- 1 Verteiler der täglichen Zuteilungen (quotidianarius)
- 1 Dombaumeister (structuarius)
- 1 Forstmeister (praefectus sylvarum)
- 1 Mühlenmeister (molendinarius)
- 1 Archivar
- 1 Kapellmeister
- 2 Allelujanten (Knaben, die beim Gottesdienst das Alleluja sangen)
- 1 Pedell
- 3 Domküster (darunter 1 sog. Hundeküster, erwähnt 1743)
- 1 Buchbinder mit Wohnung am Domturm (erwähnt 1690)
- 1 domkapitularischer Wappenmaler wurde 1754 vereidigt
- 1 Schornsteinfeger (feste Anstellung 1731 beschlossen)
- 1 Rattenfänger (erwähnt im 18. Jh.)

### Ständische Exklusivität
Im 9. Jahrhundert unter Bischof Badurad erhielten Knaben unabhängig ihres Standes Aufnahme in die Domschule, woraus sich ableiten lässt, dass zunächst auch keine ständischen Hürden für die Aufnahme in das Domkapitel bestanden haben. Im Jahr 1223 wurde dagegen die hochadlige oder ritterbürtige Abstammung als Aufnahmebedingung statuiert. Als Ersatz galt ein qualifiziertes Studium für Nichtadlige. Beim Konzil von Basel berichteten Paderborner Domkapitulare, dass die ständische Exklusivität seit gut einem Jahrhundert gebräuchlich sei. 1480 verlangte ein Kapitelsstatut erstmals den Nachweis der 4-Ahnenprobe, 1567 der 8-Ahnenprobe; 1580 wurde die 16-Ahnenprobe eingefordert. Dennoch gelangten – vor allem durch päpstliche Provisionen – bis ins 16. Jahrhundert auch promovierte Bürgerliche bis in die Dignitärsstellen. Als berühmtes Beispiel sei der in Wünnenberg geborene Paderborner Domdechant Friedrich Deys genannt, der darüber hinaus als Bischof von Lavant und Bischof des Bistums Chiemsee fungierte.
Die Zusammensetzung der ständischen Herkunft der Domherren war stark auf den Landadel des Paderborner Hochstifts eingeschränkt. Aufgrund der bischöflichen Personalunion zwischen Paderborn und Köln 1414–1463, 1618–1650 sowie 1719–1761 lassen sich in diesen Zeitspannen auch vermehrt Angehörige der rheinischen Adelsfamilien wiederfinden. Vereinzelt lassen sich auch Domherren aus dem Erzbistum Mainz nachweisen, zu dessen Kirchenprovinz Paderborn damals gehörte. Darüber hinaus gelang der Zugang zu Stellen im Paderborner Domkapitel auswärtigen Kandidaten von Hochadel über päpstliche Provisionen, die ab dem 14. Jahrhundert im gesamten Reich zunahmen. Wiederkehrend finden sich hier die Familiennamen von Brakel, Brenken, Büren, Crevet, Driburg, Itter, Lippe, Marschall, Padberg, Papenheim, Schöneberg, Schwalenberg, Stapel, Sternberg, Waldeck, Wendt und Westphal. Im Spätmittelalter kamen die Geschlechter von Amelunxen, Asseburg, Haxthausen und Spiegel hinzu.

### Rechte und Pflichten
Als grundeigene Aufgabe des Domkapitels fiel ihm bereits seit der Frühzeit das Recht zur Durchführung der Feiern der Liturgie mit täglichem Kapitelsamt sowie der Verrichtung der kanonischen Tageszeiten im Dom zu. Den geordneten Vollzug beaufsichtigte der Domdechant.
Das wohl wichtigste Recht des Domkapitels neben der Ausübung der liturgischen Dienste in der Domkirche war die Wahl des Bischofs. Im Jahr 885 verlieh Kaiser Karl III. dem Domkapitel das Privileg der freien Bischofswahl aus eigenen Reihen, das 935 von Heinrich I., 1003 von Heinrich II. und 1006 von Papst Johannes XVIII. bestätigt worden ist. Das Bischofswahlrecht war einer der zentralen Punkte zum Machterhalt des Domkapitels und hatte zur Folge, dass bis in die Neuzeit die Bischöfe oftmals aus den eigenen Reihen gewählt wurden.
Ebenfalls bereits im 9. Jahrhundert erhielt die Paderborner Kirche und somit auch das Domkapitel von Kaiser Ludwig dem Fromme das Immunitätsprivileg verliehen, welches durch Königsdiplome in den Jahren 881, 935, 1001 und 1039 bestätigt wurde.
Während die Bistumsverwaltung bei einer Sedisvakanz gänzlich in den Händen des Domkapitels lag, hatte der Domdechant seit dem 13. Jahrhundert umfassende rechtliche Befugnisse. „Um 1238 war das Domkapitel konkurrierender Jurisdiktionsträger zum Bischof in der Domimmunität, 1612 dann fast ausschließlicher, Gerichtsstand – auch für den Dompropst – war der Domdechant“.
Die Paderborner Bischöfe erhielten das Münzrecht 1028 von Kaiser Konrad II. verliehen. So war es üblich, dass das Domkapitel während einer Sedisvakanz eigene Münzen prägte – Beispiele hierfür gab es 1617, 1683 und 1719.
Die Gewerbeaufsicht auf Wochenmärkten und ab dem 18. Jahrhundert auch auf den Jahrmärkten, „nahm das Domkapitel zusammen mit der Stadt wahr, doch behielt es sich die Rechtshoheit vor, die beim Domdechanten lag“.

### Archidiakonatsverwaltung
Der Verwaltung der Archidiakonate kam im Bistum Paderborn eine besondere Bedeutung zu, da es keine Dekanatsverfassung als mittlere Verwaltungsebene kannte; somit stellten die Archidiakonate die obersten geistlichen Verwaltungsbehörden der Pfarreien dar. Die Archidiakone übten in ihren Verwaltungseinheiten die Gerichtsbarkeit über Geistliche und Laien, hatten die volle Personalhoheit und entschieden grundsätzlich in religiösen oder sittlichen Fragen.
Mindestens einmal jährlich ließ der jeweilige Archidiakon in seinem Sprengel das Sendgericht abhalten. In Streitfällen geistlicher Angelegenheiten, in kirchlichen Vermögens- und strittigen Ehefragen war der Archidiakon erstinstanzlich zuständig.
Die Verwaltung der Archidiakonate war darüber hinaus ein wichtiger Einnahmefaktor für die jeweiligen Domherren. So konnten sie durch Einnahmen aus Kollationsgebühren, Senddenar oder Sendhafer und Brüchtengeldern ihre privaten Verdienste aufstocken.
Für das Domkapitel war die Neuordnung des Bistums 1231 von enormer Wichtigkeit, da im selben Zug die Archidiakonate neu geordnet wurden. Von den 12 Archidiakonaten waren 5 an Dignitäten und Ämter des Domkapitels fest gebunden:
- Dompropst in Paderborn (u. a. zuständig für Büren, Delbrück und Salzkotten)
- Domdechant: in Etteln
- Domkustos: in Lemgo
- Domkämmerer: in Brakel
- Domkantor: in Warburg

Ferner:
- Domherr und Propst der Busdorfkirche: in Lichtenau
- Wechselnde Domherren: in Horhusen/Marsberg
- Wechselnde Domherren: in Höxter
- Wechselnde Domherren: in Steinheim

Das Archidiakonat zu Haldinghausen ging an den Abt von Abdinghof, und Helmarshausen an den Abt von Helmarshausen.
Auch um 1600 konnten die Domherren 5 von 8 Archidiakonaten behaupten.

## Besitz und Finanzen
Das Domkapitel besaß bereits im Mittelalter eine „gewachsene […] Rolle im Rechts- und Wirtschaftsleben von Bischofsstadt und Bistum“. In der ständischen Verfassung des Hochstifts bildete das Domkapitel den ersten Landstand, gefolgt von Adel und Städten.
Zu den verschiedenen Besitzrechten und Privilegien des Domkapitels gehörten:
- Seit Mitte des 15. Jahrhunderts das unangefochtene Wasserrecht in der Stadt Paderborn inklusive der Fischerei aus fließendem Gewässer und Mühlenrechte (Die Mühlenrechte gingen aufgrund Geldmangels des Bischofs 1404 gänzlich an das Domkapitel über, nachdem sich vorher Bischof und Domkapitel dieses Recht teilten. 1578 waren innerhalb der Stadt Paderborn sechzehn Mühlräder in domkapitularischem Besitz).
- Das Privileg hinsichtlich Forst und Jagdrechten
- Je ein Salzwerk in Salzkotten und Westernkotten

Der Vergleich der Grundherrschaften von Bischof und Domkapitel in der Paderborner Feldmark macht die Vormachtstellung des Domkapitels deutlich. Während um 1300 der Bischöfliche Stuhl und das Domkapitel je 32 % zu verbuchen hatten, besaß der Bischof zum Ende des Mittelalters ca. 1015 Morgen, das Domkapitel einschließlich des Sonderguts von Domdechant und -benefiziaten 5308 Morgen Ackerland. Darüber hinaus besaß das Domkapitel Wirtschaftshöfe in Atteln, Blankenrode, Bökenförde, Bredenborn, Elsen, Gokesberg, Husen, Lippspringe, Lügde, Mohringen und Nordberge sowie Zehntscheunen in Lichtenau und Etteln.
Im Jahr 1445 verlieh nicht der Bischof als Landesherr, sondern das Domkapitel der befestigten Siedlung Lippspringe die Stadtrechte.
Bei der Besitzverteilung muss zwischen dem Domkapitel im Sinne einer juristischen Person und den einzelnen Domkapitularen differenziert werden, die neben ihren üblichen Pfründen aus dem Liturgiedienst Einnahmen aus dem Jagd- und Fischereiprivileg, aus Obödienz- und Memoriengeldern sowie ggf. aus ihren Archidiakonaten generierten. Zusätzlich waren einige Domherren auch noch außerhalb ihrer Heimatdiözese bepfründet – vor allem in anderen westfälischen Domkapiteln.

## Domschule
Eine Vorgängerinstitution der Domschule kann aufgrund archäologischer Funde bereits für das Jahr 777 an der Salvatorkirche, der von Karl dem Großen errichteten Pfalz, vermutet werden. Aus der Vita Meinolfi lässt sich ableiten, dass die Domschule wie das Domkloster bereits unter dem Paderborner Gründungsbischof, dem heiligen Hathumar, bestand. Der Ausbau der Domschule erfolgte unter Bischof Badurad, der heilige Meinolf war einer ihrer frühsten namentlich bekannten Schüler.
Eine Hochphase erlebte die Domschule im 11. Jahrhundert unter Bischof Meinwerk und dessen Neffen, Bischof Imad. So sollte die Domschule als „publica studia“ für Knaben jeglichen Standes zur Ausbildung des geistlichen Nachwuchses als auch der von Laien dienen. Zum Unterrichtsstoff gehörten die Sieben Freien Künste mit dem Trivium und Quadrivium, wobei in Paderborn ein besonderes Augenmerk auf die Mathematik, Astronomie, Physik, Geometrie und Musik gelegt worden ist.
Im 16. Jahrhundert erlebte die Domschule unter Bischof Salentin von Isenburg Reformen im Sinne des Humanismus. Als Gymnasium Salentinianum firmierte die Domschule ebenfalls seit dem 16. Jahrhundert. Nachdem protestantische Tendenzen Einzug in Teile des Lehrkörpers fanden, übertrug das Domkapitel 1585 den Jesuiten die Leitung der Schule. 1773 endete die Ära der nun Gymnasium Theodorianum heißenden Domschule als Jesuitengymnasium. Bis zur Auflösung des Bistums im Jahr 1802 stand es unter der Leitung von Paderborner Priestern – zum Teil ehemaligen Jesuiten – und ging anschließend in staatliche Leitung über. Das Gymnasium Theodorianum existiert bis heute als Gymnasium in der Stadt Paderborn.

## Konfraternitäten und besondere kirchliche Feste
Als bekannteste Partnerschaft der Paderborner Kirche gilt bis heute die „Verbrüderung […] unter Bi. Badurad (815–862) mit der von Le Mans unter Bi. Alderich vom Jahre 836.“ Die Konfraternität zwischen Le Mans und Paderborn gilt als die älteste ununterbrochene Kirchen- und Ortsverbrüderung Europas. Insbesondere nach dem Dreißigjährigen Krieg nutzte das Domkapitel seine guten Kontakte nach Le Mans, um beim dortigen Domkapitel gegen eine Auflösung des Hochstifts zu intervenieren. Weitere Konfraternitäten bestanden vor 1238 mit der Abtei Liesborn und 1299 mit den Predigerbrüdern in Warburg.
Aufgrund der Verbindung nach Le Mans und der damit verbundenen Translation der Gebeine des heiligen Liborius fand – vermutlich bereits seit 836 – eine große (23. Juli / Hochfest des heiligen Liborius) und eine kleine (Herbst) Liboriprozession in Paderborn statt. Eine weitere besondere Feier waren das mittelalterliche Osterspiel als Teil der jährlichen Osterliturgie, die große Bittprozession des Domkapitels unter Beteiligung der Mönche von Abdinghof und der Busdorfkanoniker am Markustag und an den drei Tagen vor Christi Himmelfahrt in der Paderborner Feldmark.